# تری بردبری
تری بردبری (انگلیسی: Terry Bradbury؛ زادهٔ ۱۵ نوامبر ۱۹۳۹) بازیکن فوتبال اهل بریتانیا است.
از باشگاه‌هایی که در آن بازی کرده‌است می‌توان به باشگاه فوتبال چلسی، باشگاه فوتبال ویموث، باشگاه فوتبال ساوتند یونایتد، باشگاه فوتبال نورتویچ ویکتوریا، باشگاه فوتبال ورکسام، و باشگاه فوتبال لیتون اورینت اشاره کرد.
وی همچنین در تیم ملی فوتبال England Schoolboys بازی کرده‌است.